# Musikjahr 1593
Liste der Musikjahre

◄◄ | ◄ | 1589 | 1590 | 1591 | 1592 | Musikjahr 1593 | 1594 | 1595 | 1596 | 1597 | ► | ►►

Weitere Ereignisse
Dieser Artikel behandelt das Musikjahr 1593.

## Ereignisse
- Christoph Demantius studiert ab 17. Februar 1593 an der Universität in Wittenberg.
- Girolamo Diruta wird 1593 durch sein in Venedig erschienenes Lehrwerk für Tasteninstrumente und Orgel Il Transilvano, das er dem Fürsten von Siebenbürgen Sigismund Báthory widmet, weithin bekannt. Darin sind neben vielen eigenen Werken auch solche von Zeitgenossen enthalten.
- Mateu Fletxa el Jove veröffentlicht 1593 einen Gedichtband anlässlich des Todes der französischen Königin Elisabeth von Österreich.
- Michelangelo Galilei nimmt 1593 ein Engagement in Polen an, vermutlich bei der Familie Radziwiłł. Mit kurzer Unterbrechung lebt er bis 1607 in Polen.
- Bartholomäus Gesius wird im Frühjahr 1593 in Frankfurt (Oder) Kantor an der Marienkirche und zugleich Lehrer an der Ratsschule, dem heutigen Karl-Liebknecht-Gymnasium.
- Géry de Ghersem wird am 4. Dezember 1593 bei den Kantoren der der Capilla Flamica in Madrid aufgenommen, nachdem er das Haus der Chorknaben verlassen hat.
- Johannes Herold wird spätestens 1593 Kantor der evangelischen Stiftsschule in Klagenfurt.
- Balduin Hoyoul, dessen Frau Brigitta am 10. Mai 1591 gestorben war, heiratet am 23. Januar 1593 die Witwe Barbara Jörgs. Im Jahr 1593 feiert er den Regierungsantritt von Herzog Friedrich durch ein „sonder Te Deum laudamus“, das jedoch als verschollen gilt.
- Ascanio Mayone ist zunächst als zweiter Organist ab 1593 an der Basilica della Santissima Annunziata Maggiore in Neapel tätig.
- Leonard Meldert ist vom 22. September 1593 bis 3. März 1594 Organist und Kapellmeister an der Kathedrale von Loreto. Noch im Jahr 1593 wird sein sechsstimmiges Madrigal Cresci bel verde von dem Verleger Gardano in der nachmals berühmten Sammlung Il Lauro verde erneut gedruckt, einer wichtigen Sammlung, die die bedeutendsten Polyphonisten dieser Zeit zusammenfasst.
- Giovanni Pierluigi da Palestrina trägt sich im Frühjahr 1593 mit der Absicht in seine Heimat zurückzukehren, um dort die vakante Stelle des Domkapellmeisters und Organisten bis zur regulären Wiederbesetzung zu übernehmen. Doch noch vor der Vertragsunterzeichnung erkrankt Palestrina Anfang 1594 schwer.
- Ercole Pasquini kehrt nach dem Tode von Mario Bevilacqua, am 1. August 1593 nach Ferrara zurück, wo er Nachfolger von Luzzasco Luzzaschi als Organist der Accademia della Morte wird.
- Peter Philips reist nach Amsterdam, um den holländischen Organisten Jan Pieterszoon Sweelinck zu sehen und zu hören. Auf dem Rückweg wird er von einem Landsmann angeklagt, an einem Komplott gegen Königin Elisabeth I. teilgenommen und ihre Ermordung geplant zu haben.
- Jakub Reys ist 1593 Lehrer und Lautenist in Tours.
- Philippe Rogier genießt die besondere Gunst seines Dienstherrn Philipp II. und erhält mehrere Pfründen in seiner Heimat; darüber hinaus bekommt er 1593 eine jährliche Pension von 300 Dukaten.
- Johann Steffens erhält – nach zunächst provisorischer Amtsübernahme ab dem Jahr 1593 – 1595 den Organistenposten an St. Johannis in Lüneburg.
- Jan Pieterszoon Sweelinck erhält 1593 in Amsterdam Besuch von Peter Philips und John Bull reist ebenfalls dorthin, um den niederländischen Meister kennen zu lernen.
- Fulgenzio Valesi ist von 1593 bis 1600 Zisterziensermönch am Konvent von Santa Croce in Gerusalemme in Rom.
- Orazio Vecchi wirkt einige Jahre am Dom in Correggio, ehe er 1593 nach Modena zurückkehrt und dort erneut zum Domkapellmeister ernannt wird.

## Instrumental- und Vokalmusik (Auswahl)
- Raffaella Aleotti

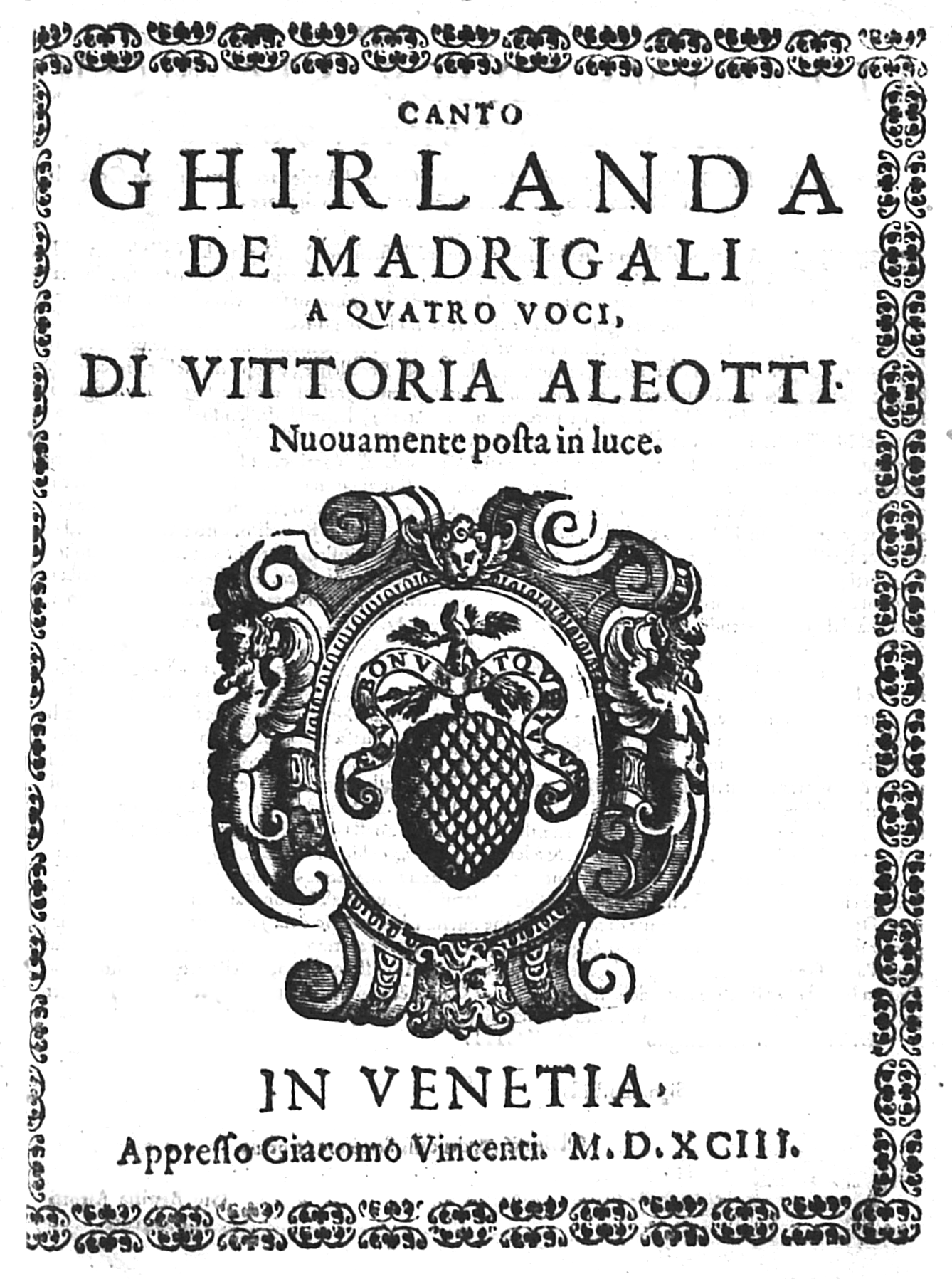
Titelblatt der Ghirlanda De Madrigali A Quatro Voci von Vittoria Aleotti, 1593

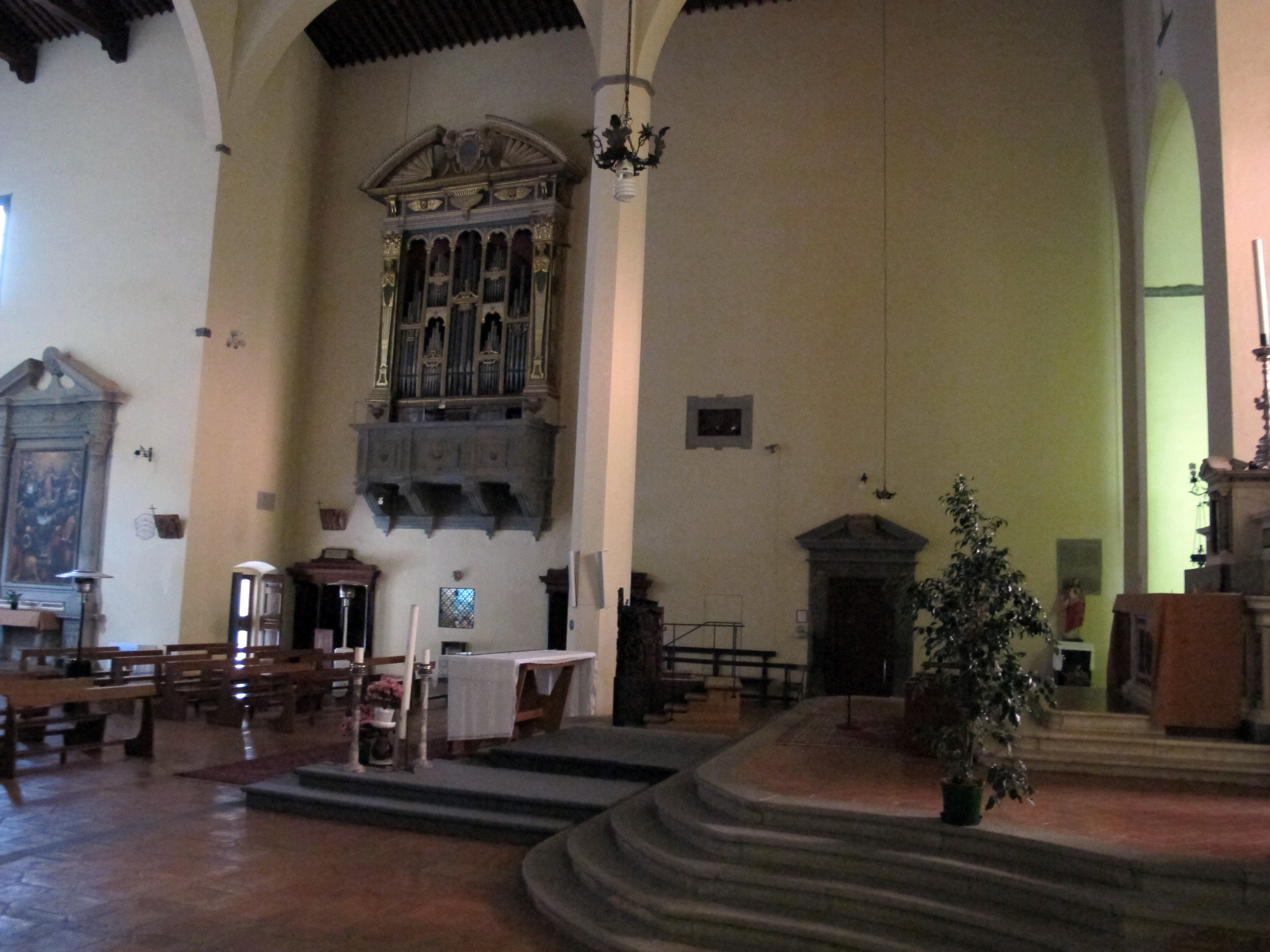
Orgel des Klosters San Francesco in San Miniato aus dem Jahr 1593

  - Sacrae cantiones, Buch 1, Venedig: Ricciardo Amadino
  - Ghirlanda de madrigali, Venedig: Ricciardo Amadino
- Blasius Amon – Breves et selectae quaedam motetae… , München: Adam Berg (posthum veröffentlicht)
- Giammateo Asola – Sacra omnium solemnitatum vespertina psalmodia zu sechs Stimmen, Venedig: Ricciardo Amadino (enthält auch ein Magnificat)
- Ippolito Baccusi – viertes Buch der Messen zu fünf und neun Stimmen, Venedig: Angelo Gardano
- Lodovico Bellanda – erstes Buch der Canzonettas zu drei Stimmen, Venedig: Ricciardo Amadino
- Girolamo Belli – drittes Buch der Madrigale zu sechs Stimmen, Venedig: Ricciardo Amadino
- Giulio Belli
  - zweites Buch der Madrigale zu fünf und sechs Stimmen, Venedig: Ricciardo Amadino
  - zweites Buch der Canzonettas zu vier Stimmen, Venedig: Ricciardo Amadino
- William Byrd – Messe zu drei Stimmen
- Jean de Castro
  - Cantiones aliquot sacrae zu drei Stimmen, Köln
  - Bicinia […] cantiones aliquot sacrae zu zwei Stimmen, Köln
- Fabrizio Dentice – Lamentationen zu fünf Stimmen, Mailand: Francesco & Simon Tini
- Johannes Eccard – Epithalamia (Regina Stephanoque; Frölich zu sein), Königsberg: Georg Osterberg (Hochzeitsmusik)
- Andrea Gabrieli & Giovanni Gabrieli – Intonationi d'organo, libro primo, Venedig: Angelo Gardano (posthum veröffentlicht)
- Bartholomäus Gesius – Psalm 112 zu fünf Stimmen, Frankfurt (Oder): Friedrich Hartmann (Hochzeitsmotette)
- Ruggiero Giovannelli
  - erstes Buch der Motetten zu fünf und acht Stimmen, Rom: Francesco Coattino
  - zweites Buch der Madrigale zu fünf Stimmen, Venedig: Angelo Gardano
- Leonhard Lechner
  - Epitaphia
  - Historia der Passion und des Leidens unseres einigen Erlösers und Seligmachers Jesu Christi (Johannes-Passion)
- Samuel Mareschall – 158 Intabulierungen, davon 124 französische Psalmen, 33 deutsche Psalmen und Kirchenlieder und 1 chanson spirituelle
- Leonard Meldert – Madrigal Cresci bel verde zu sechs Stimmen, in: Sammlung Il Lauro verde, Venedig
- Rinaldo del Mel
  - Il secondo libro de madrigali a sei voci, Venedig: Giacomo Vincenti
  - Il primo libro delli madrigaletti a tre voci novamente ristampato, Venedig
- Claudio Merulo – Mottetti a 6: Libro II, Venedig: Angelo Gardano
- Rogier Michael – Der Gebreuchlichsten und vornembsten Gesenge D. Mart. Luth., Dresden
- Philippe de Monte
  - Eccellenze di Maria vergine zu fünf Stimmen, Venedig: Angelo Gardano (nur Alt, Bass und Quintus überliefert)
  - Il sestodecimo libro de madrigali zu fünf Stimmen, Venedig: Angelo Gardano
- Thomas Morley
  - Canzonets. Or Little Short Songs To Three Voyces, London: Thomas Este
  - Madrigalls to Foure Voyces
- Giovanni Maria Nanino – Il Primo Libro delle Canzonette a tre voci, Venedig: Angelo Gardano
- Giovanni Pierluigi da Palestrina
  - Individualdruck Offertoria totius anni, secundum sanctae romanae ecclesiae consuetudinem, quinque vocibus concinenda […] pars prima, Rom
  - Individualdruck Offertoria totius anni, secundum sanctae romanae ecclesiae consuetudinem, quinque vocibus concinenda […] pars secunda, Rom 1593 (insgesamt 336 authentische Kompositionen und 81 Werke unsicherer Zuschreibung bzw. zweifelhafter Echtheit)
- Benedetto Pallavicino – Il quinto libro de madrigali zu fünf Stimmen, Venedig: Giacomo Vincenti
- Ercole Pasquini – zwei Motetten, darunter das zehnstimmige, doppelchörige Quem vidistis pastores? (veröffentlicht in der Sammlung Sacrae Cantiones von Pasquinis Schülerin Raffaella Aleotti, Venedig)
- Franz Sales – Sacrarum cantionum […] liber primus zu fünf bis sechs Stimmen, Prag
- Lodovico Grossi da Viadana – Madrigali a sei Voci, Venedig

## Musiktheoretische Schriften
- Girolamo Diruta – Il Transsilvano, Venedig: Giacomo Vincenti (Abhandlung über das Orgelspiel, einschließlich Tabulaturen von Originalstücken und Werken verschiedener Komponisten)

## Geboren

### Geburtsdatum gesichert
- 22. März: Johann Ulrich Steigleder, deutscher Organist und Komponist († 1635)
- 03. April: George Herbert, englischer Poet, Redner und Hymnendichter († 1633)[1]
- 15. Juni (getauft): Wolf Jacob Herold, deutscher Geschütz-, Stück- und Glockengießer († 1632)
- 20. September: Gottfried Scheidt, deutscher Organist und Komponist († 1661)[2]
- 30. November: Johann Dilliger, deutscher evangelischer Theologe und Komponist († 1647)

### Genaues Geburtsdatum unbekannt
- David Ebel, deutscher Organist und Komponist der Norddeutschen Orgelschule († 1639)
- Claudia Rusca, italienischer Komponist, Sänger und Organist († 1676)[3]

## Gestorben

### Todesdatum gesichert
- 01. August: Mario Bevilacqua, italienischer Graf, Musikmäzen und Sammler von Musikinstrumenten (* 1536)[4]
- 11. Oktober: Johann Lauterbach, deutscher Pädagoge, Kirchenlieddichter und Geschichtswissenschaftler (* 1531)
- 10. Dezember: Christoph Schweher, deutschböhmischer Gymnasiallehrer, römisch-katholischer Geistlicher, Verfasser geistlicher Lieder (* 1520 oder 1521)

### Genaues Todesdatum unbekannt
- Nicolao Dorati, italienischer Posaunist, Kapellmeister und Komponist (* um 1513)
- Nicasio Zorita, spanischer Kapellmeister und Komponist (* um 1545)